# Игор Цайгер
Игор Цайгер е роден в Узбекистан израелско-италиански фотограф и куратор.

## Биография
Цайгер е роден на 16 април 1977 г. в Ташкент, Узбекистан. Завършва Ташкентския университет по информационни технологии с магистърска степен по комуникации. Имигрира в Израел през 2000 г. Работил е в Италия и Яфо.
Творбите му са публикувани в редица списания и вестници, включително Хаарец, Calcalist, Sky Arte Italia, Devour Madrid, Israeli Lens, Lens Magazine, Noviny Kraje и The North American Post, Lidové noviny и Queer.de.
Член е на Кралското дружество на изкуствата.